# The Time and Space Machine
The Time and Space Machine er en engelsk electronica producer.
| Musikgruppe | Spire Denne artikel om en britisk musikgruppe er en spire som bør udbygges. Du er velkommen til at hjælpe Wikipedia ved at udvide den. |